# Projet de loi sur la réforme des procédures judiciaires de 1937 (États-Unis)
 (6 mai 2022).

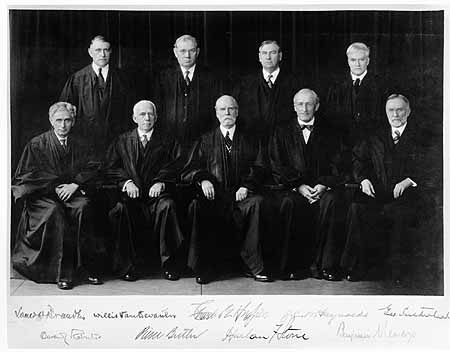
La Cour Hughes, 1932-1937. Première rangée: les juges Brandeis et Van Devanter, le juge en chef Hughes et les juges McReynolds et Sutherland. À l'arrière: les juges Roberts, Butler, Stone et Cardozo.

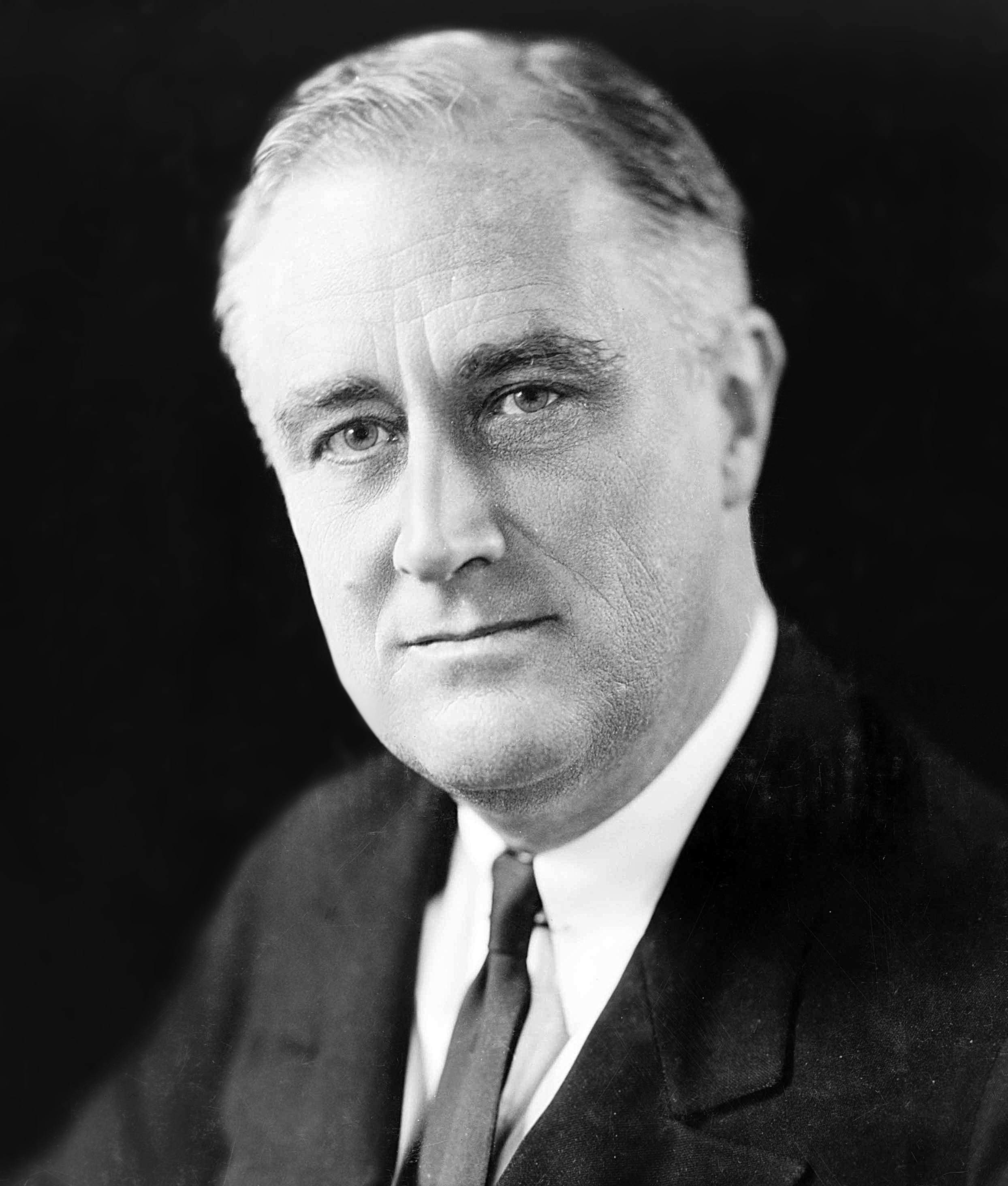
Président Franklin D. Roosevelt. Son mécontentement face aux décisions de la Cour suprême déclarant inconstitutionnelles les programmes du New Deal l'a poussé à rechercher des méthodes pour changer le fonctionnement de la cour.

Le projet de loi de réforme des procédures judiciaires de 1937 (en anglais Judicial Procedures Reform Bill of 1937), souvent appelé le Court-packing plan ( « plan de mise en boite ou d'emballage de la cour ») était une initiative législative proposée par le président américain Franklin D. Roosevelt pour ajouter plus de juges à la Cour suprême des États-Unis afin d'obtenir des décisions favorables concernant les  législations du New Deal que la Cour avait jugées inconstitutionnelles. La disposition centrale du projet de loi aurait accordé au Président le pouvoir de nommer un juge supplémentaire à la Cour suprême, jusqu'à un maximum de six, pour chaque membre de la cour âgé de plus de 70 ans et 6 mois.
Dans le Judiciary Act de 1869 (en), le Congrès avait établi que la Cour suprême des États-Unis serait composée d'un président de la cour ou juge en chef  (Chief Justice) et de huit juges assesseurs (Associates justices). Pendant le premier mandat de Roosevelt, la Cour suprême a annulé plusieurs mesures du New Deal jugées comme étant inconstitutionnelles. Roosevelt a cherché à inverser cette tendance en changeant la composition de la cour par la nomination de nouveaux juges supplémentaires qui, espérait-il, décideraient que ses initiatives législatives n'excédaient pas l'autorité constitutionnelle du gouvernement. Puisque la Constitution américaine ne définit pas la taille de la Cour suprême, Roosevelt a souligné qu'il était du pouvoir du Congrès de la changer. La législation a été considérée par les membres des deux partis comme une tentative de truquer la cour et a été contestée par de nombreux Démocrates, y compris le Vice-président John Nance Garner,. Le projet de loi est devenu connu sous le nom de "court-packing plan"  de Roosevelt («plan du bourrage de la cour» de Roosevelt).
En novembre 1936, Roosevelt remporta une large victoire lors de sa réélection. Dans les mois qui ont suivi, il proposa de réorganiser le système judiciaire fédéral en ajoutant un nouveau juge chaque fois qu'un juge atteignait l'âge de soixante-dix ans et ne prenait pas sa retraite. La législation fut dévoilée le 5 février 1937 et fit  l'objet de la 9e "discussion au coin du feu" de Roosevelt le 9 mars 1937,. Sa demande était que  « peut-on dire qu'une justice complète est obtenue lorsqu'un tribunal est contraint par la simple nécessité de ses affaires de refuser, sans même une explication, d'entendre 87% des affaires présentées par des justiciables privés ? » Niant publiquement la déclaration du président, le juge en chef Charles Evans Hughes déclara qu'« il n'y a pas d'encombrement des affaires dans notre calendrier. Lorsque nous nous sommes levés le 15 mars, nous avions entendu les éléments dans des affaires où le certificat avait été accordé seulement 4 semaines auparavant. Cette situation gratifiante a duré plusieurs années ». Trois semaines après le discours présidentiel à la radio, la Cour suprême a publié un avis confirmant une loi sur le salaire minimum de l'État de Washington dans l'affaire West Coast Hotel Co. c. Parrish. La décision 5–4 était le résultat du changement jurisprudentiel apparemment soudain du juge de la Cour Owen Roberts, qui s'était joint au bord favorable à la législation du New Deal. Étant donné que Roberts s'était précédemment prononcé contre la plupart des lois du New Deal, son soutien ici était perçu comme le résultat de la pression politique exercée par le Président sur la cour. Certains ont interprété sa bascule comme un effort pour maintenir l'indépendance judiciaire de la Cour en allégeant la pression politique pour créer une cour plus favorable au New Deal. Cette inversion est connue sous le nom de «The switch in time that saved nine » (littéralement « le revirement qui a sauvé les neuf » ); cependant, une récente étude historico-juridique a remis en question ce récit car la décision et le vote de Roberts dans l'affaire Parrish ont précédé à la fois l'annonce publique et l'introduction du projet de loi de 1937.
L'initiative législative de Roosevelt a finalement échoué. Le projet de loi a été retenu au Comité judiciaire du Sénat par le président démocrate du comité, Henry F. Ashurst qui a retardé les audiences du comité en disant: « Pas de hâte, pas de hâte, pas de gaspillage, pas de souci - c'est la devise de ce comité. »  En raison de ses efforts pour le retarder, le projet de loi a été retenu en comité pendant 165 jours, et les opposants au projet de loi ont crédité Ashurst comme ayant contribué à son échec. Le projet de loi a encore été miné par la mort prématurée de son principal avocat au Sénat, le leader de la majorité, Joseph T. Robinson. Les observateurs contemporains ont globalement considéré l'initiative de Roosevelt comme une manœuvre politique. Son échec a révélé les limites des capacités de Roosevelt à faire avancer la législation par un appel public direct. La perception publique de ses efforts ici contrastait fortement avec la réception de ses efforts législatifs au cours de son premier mandat,. Roosevelt l'a finalement emporté en établissant une majorité à la cour favorable à sa législation du New Deal, bien que certains chercheurs considèrent la victoire de Roosevelt comme une victoire à la Pyrrhus.

### Sources
- Leonard Baker, Back to Back : The Duel Between FDR and the Supreme Court, New York, NY, Macmillan, 1967 (lire en ligne)
- Caldeira, « Public Opinion and The U.S. Supreme Court: FDR's Court-Packing Plan », The American Political Science Review, vol. 81, no 4,‎ décembre 1987, p. 1139–1153 (DOI 10.2307/1962582, JSTOR 1962582)
- Barry Cushman, Rethinking the New Deal Court : The Structure of a Constitutional Revolution, New York, NY, Oxford University Press, 1998 (ISBN 978-0-19-511532-1, lire en ligne)
- Lee Epstein et Walker, Thomas G., Constitutional Law for a Changing America : Institutional Powers and Constraints, Washington, D.C., CQ Press, 2007 (ISBN 978-1-933116-81-5)
- William E. Leuchtenburg, The Supreme Court Reborn : The Constitutional Revolution in the Age of Roosevelt, New York, NY, Oxford University Press, 1995 (ISBN 978-0-19-511131-6, lire en ligne)
- Marian C. McKenna, Franklin Roosevelt and the Great Constitutional War : The Court-packing Crisis of 1937, New York, NY, Fordham University Press, 2002, 612 p. (ISBN 978-0-8232-2154-7, lire en ligne)
- Minton, Sherman Réorganisation de la magistrature fédérale; discours de l'hon. Sherman Minton de l'Indiana au Sénat des États-Unis, les 8 et 9 juillet 1937. Washington, DC: Government Printing Office, 1937.
- Arthur M. Schlesinger, The Politics of Upheaval : the Age of Roosevelt, 1935–1936, vol. 3, Houghton Mifflin Harcourt, 2003, 749 p. (ISBN 978-0-618-34087-3, lire en ligne)
- Franklin D. Roosevelt and the Transformation of the Supreme Court, Londres, M.E. Sharpe, 2004, 271 p. (ISBN 0-7656-1032-9, lire en ligne)
- Melvin I. Urofsky et Finkelman, Paul, A March of Liberty : A Constitutional History of the United States, vol. 2, New York, NY, Oxford University Press, 2002, 624 p. (ISBN 978-0-19-512637-2, lire en ligne)
- G. Edward White, The Constitution and the New Deal, Cambridge, MA, Harvard University Press, 2000, 385 p. (ISBN 978-0-674-00831-1, lire en ligne)